# Edy Kurmann
Edy Kurmann (Ufhusen, 15 juni 1942) is een Zwitserse componist, muziekpedagoog, dirigent, klarinettist en saxofonist.

## Levensloop
Kurmann was vanaf 1966 actief lid van de Stadtmusik Sursee, die toen nog door Franz Königshofer gedirigeerd werd. Van 1966 tot 1968 studeerde hij voor HaFa-dirigent aan de Musikhochschule Luzern in Luzern en behaalde zijn diploma. 
Als componist schreef hij werken voor blaasorkesten, kerkmuziek en vocale muziek. Edy Kurmann ontving de cultuurprijs van de stad Sursee in 2005 voor zijn verdiensten als componist, dirigent en muziekpedagoog.

## Composities

### Werken voor harmonieorkest of brassband
- 1980 Fantasie in Bes majeur, voor harmonieorkest
- 1982 Concert, voor tuba en harmonieorkest
- 1984 Mèrette, voor harmonieorkest
- 1986 Pasticcio, voor brassband
- 1988 Festliche Musik für Bläser, voor harmonieorkest
- Kleine Ballet-Suite, voor harmonieorkest
- Power On, voor harmonieorkest
- Schwyzer Volk, voor harmonieorkest
- Skizzen der Natur, voor harmonieorkest
- Surana, voor harmonieorkest

### Missen en andere kerkmuziek
- 2012 Orchestermesse St. Martin, voor gemengd koor en orkest

### Vocale muziek

#### Liederen
- De Früelig, voor zang-/jodelgroep en instrumentaal ensemble
- Jahreslauf der Natur, voor zang-/jodelgroep en harmonieorkest (samen met: Heinz Willisegger)
- Roosezyt, voor zang-/jodelgroep en instrumentaal ensemble
- Spätherbscht, voor zang-/jodelgroep en instrumentaal ensemble
- Wuntsch, voor zang-/jodelgroep en instrumentaal ensemble

### Kamermuziek
- Das geöffnete Fenster, voor blaaskwintet